# Parco nazionale del Kafue
Il parco nazionale del Kafue è il più grande parco nazionale di tutto lo Zambia e copre una zona di circa 22.400 km² come il Galles o il Massachusetts. È il secondo parco nazionale più grande in Africa e ospita più di 55 diverse specie animali. 
Il parco ricade all'interno dell'area di conservazione transfrontaliera Okavango-Zambesi.
Prende il nome dal fiume Kafue. Si estende su tre diverse provincie dello Zambia: la Nord-Occidentale, la Centrale  e la Meridionale. Ci si accede tramite la strada che da Lusaka porta a Mongu, la Great West Road, che attraversa il parco nella parte centro-settentrionale. Strade sterrate collegano Kalombo e Nawala nella parte sud e sud-est e Kasempa nel nord, le strade non essendo asfaltate sono utilizzabili solo nella stagione secca e non nella stagione delle piogge.

## Storia
Il parco nazionale del Kafue fu fondato nel 1924, dopo che il governo coloniale Britannico spostò i tradizionali proprietari della zona, gli aborigeni Nkoya di (Ré) Mwene Kabulwebulwe, dai loro tradizionali terreni di caccia, verso il distretto di Numbwa, più a est. Visto che nel parco non venivano abbastanza turisti e per via della mancanza dello sviluppo della Provincia Centrale, i capi degli aborigeni Nkoya hanno proposto di fondare una nuova provincia chiamata la  Kafue Province.

## Ecoregioni e habitat
La maggior parte del parco si trova nell'ecoregione dei boschi di miombo dello Zambesi centrale, caratterizzata da praterie di savana con alcuni alberi di miombo e qualche dambo qua e là (nome aborigeno che significa acquitrino - solo nelle stagioni delle piogge -). Verso il sud si trovano colline rocciose e gli alberi di miombo vengono pian piano rimpiazzati con degli alberi di mopano, più resistenti al clima secco e arido della zona. Una sottile cintura di foreste sempre verdi cinge le rive del fiume Kafue, nel quale, però, è stata costruita una diga non però senza controversie, la quale forma un lago entro i confini del parco. Ci sono zone, verso l'ovest ed il meridione, ricoperte di foreste sempreverdi di alberi Baikiaea e Cryptosepalum.
Il gioiello nella corona del parco del Kafue è comunque l'ecoregione delle praterie che regolarmente vengono inondate verso il nord questo include la palude del Busanga e la sua pianura. Questo ecosistema è a supporto di grandi mandrie di erbivori e dei loro predatori. Nella stagione secca gli animali selvatici restano vicini agli acquitrini e le zone paludose, e sono facilmente avvistabili. La zona è anche molto rinomata per i volatili che la popolano.
Ngoma, nel sud del parco, è il quartier generale del parco, ma questa zona insieme a quella della pianura di Nanzhila sono diventate pian piano sempre meno abitate a seguito della costruzione della diga di Itezhi-Tezhi e un nuovo insediamento è stato costruito più a nord. Il lago della diga di Itezhi-Tezhi ha sommerso la strada che porta da Ngoma a Chunga e adesso è necessario prendere un'altra strada al di fuori del parco per potere arrivare da una città all'altra.